# خطة أكثر من ثلاثين شهرا
خطة ما يزيد عن ثلاثين شهراً هي خطة لإبعاد الماشية القديمة عن السلسلة الغذائية البشرية. وهو مبني على «قاعدة أكثر من ثلاثين شهراً» التي تم تقديمها في المملكة المتحدة في 3 أبريل 1996، باعتبارها واحدة من عدة مقاييس لإدارة المخاطر المرتبطة باعتلال الدماغ الإسفنجي البقري (BSE).
وبحلول نوفمبر 1997، تم ذبح حوالي 1772000 بقرة بموجب الخطة، مع تعويض بقدره 1 ecu لكل كيلوغرام، وانخفض إلى 0.9 يورو في أكتوبر 1996، وبعد ذلك إلى 0.8 ecu، وما زال بعد ذلك 560 كيلوغراما لكل حيوان.
راجعت الجمعية الملكية في إدنبرة المخطط عام 2003، وفي ضوء الخطوات المتخذة حتى الآن، وإدخال نظام اختبار وتفتيش الاتحاد الأوروبي عام 2001.
في نوفمبر 2004 أعلنت مجلة المزارعين الأسبوعية أن وزارة البيئة والغذاء والشؤون الريفية في بريطانيا DEFRA تنوي إلغاء المخطط «في أوائل يوليو 2005». وألغيت الخطة أخيراً في نوفمبر 2005. وفي نفس الوقت، أصبح إرسال الماشية التي ولدت قبل أغسطس 1996 إلى مسلخ للاستهلاك البشري غير قانوني.